# Javier Areitio Toledo
Javier Areitio Toledo (ur. 11 kwietnia 1954 w Madrycie) – hiszpański polityk i menedżer, poseł do Parlamentu Europejskiego III i IV kadencji.

## Życiorys
Absolwent inżynierii budownictwa na Uniwersytecie Politechnicznym w Madrycie. Pracował jako menedżer, m.in. był zatrudniony w koncernie Philip Morris International. W 2007 zajął się działalnością doradczą i konsultingową.
W międzyczasie angażował się w działalność polityczną. Od 1993 do 1999 z ramienia Partii Ludowej sprawował mandat eurodeputowanego III i IV kadencji, zasiadając m.in. we frakcji chadeckiej oraz Komisji ds. Gospodarczych i Walutowych oraz Polityki Przemysłowej.